# Сунда

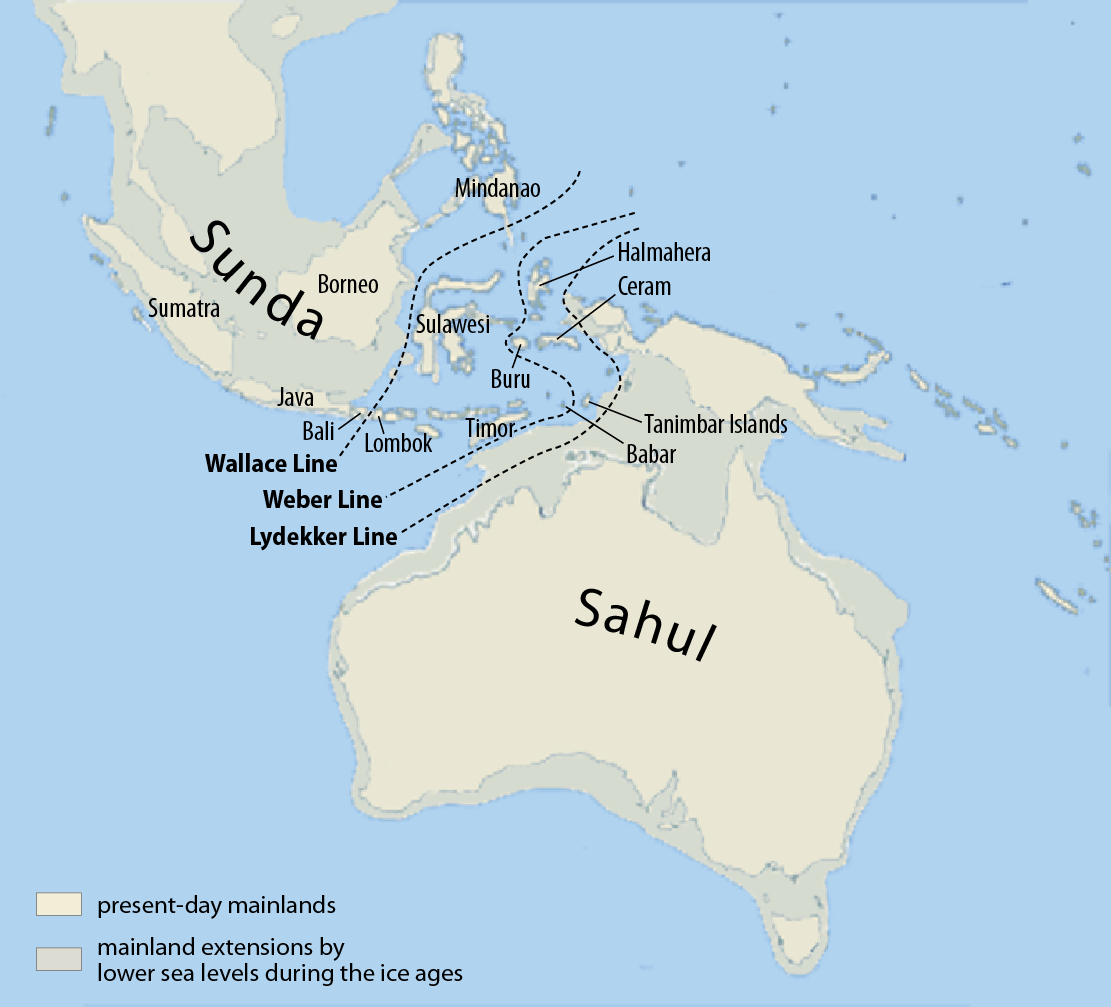
Сьогоденний стан Сахульського і Зондського шельфів

Сунда — біогеографічний регіон Південно-Східної Азії, який охоплює Зондський шельф, частину азійського континентального шельфу, що був суходолом під час останнього льодовикового періоду. Він включав в себе Малайський півострів, а також великі острови Борнео, Ява, Суматра і прилеглі острови. Східним кордоном Сунда є лінія Воллеса, виявлена Альфредом Расселом Воллесом, як східна межа ареалу азійських суходольних ссавців, і, таким чином межа Індомалайської і Австралійської екозон. Острови на схід від лінії Воллеса відомі як Воллесія і вважаються частиною Австралійської екозони.

## Ресурси Інтернету
- Animation of Sundaland submersion
- Conservation International: Sundaland [Архівовано 5 квітня 2004 у Wayback Machine.]
- Review of Oppenheimer's Eden in the East, about Sundaland